# Município de Pleasant (condado de Seneca, Ohio)
O município de Pleasant (em inglês: Pleasant Township) é um município localizado no condado de Seneca no estado estadounidense de Ohio. No ano de 2010 tinha uma população de 1.635 habitantes e uma densidade populacional de 17,52 pessoas por km².

## Geografia
O município de Pleasant encontra-se localizado nas coordenadas 41° 13′ 02″ N, 83° 07′ 32″ O. Segundo a Departamento do Censo dos Estados Unidos, o município tem uma superfície total de 93.32 km², da qual 92,03 km² correspondem a terra firme e (1,38 %) 1,29 km² é água.

## Demografia
Segundo o censo de 2010, tinha 1.635 habitantes residindo no município de Pleasant. A densidade populacional era de 17,52 hab./km². Dos 1.635 habitantes, o município de Pleasant estava composto pelo 97,55 % brancos, o 0,37 % eram afroamericanos, o 0,18 % eram amerindios, o 0,06 % eram asiáticos, o 0,73 % eram de outras raças e o 1,1 % eram de uma mistura de raças. Do total da população o 3,18 % eram hispanos ou latinos de qualquer raça.